# Santa Elisabetta (Lecce)
A Santa Elisabetta egy kis leccei templom.

## Leírása
A templom építését 1519-ben határozták el lateráni kanonokok. A templomot később városi nemesi családok használták, majd a Leccei főegyházmegye tulajdonába került. Éveken át a Szent Erzsébet Társaság használta, innen származik elnevezése is. A templom egyhajós. Homlokzatát egy kis reneszánsz portál díszíti valamint egy apró rózsaablak. Látnivalói a 18. századi oltárok, valamint Szent Erzsébet papírmasé szobra. A főoltárt is egy papírmasé szobor díszíti, a Szűzanya ábrázolása.